# Werner Gyula (labdarúgó)
Werner Gyula (1938 –) labdarúgó, hátvéd.

## Pályafutása
1951-ben kezdett futballozni a Perecesi Bányászban. 1956-ban mutatkozhatott be a klub NB II-es felnőtt csapatában. 1957-ben Bulgária ellen szerepelt az ifjúsági válogatottban. 1957 és 1966 között a Diósgyőri VTK labdarúgója volt. 1957. augusztus 25-én mutatkozott be az élvonalban a Dorog ellen, ahol csapata 2–0-s győzelmet aratott. Az élvonalban 145 bajnoki mérkőzésen egy gólt szerzett. Tagja volt az 1965-ben Magyar Népköztársasági Kupa-döntős csapatnak. 1959-ben egy alkalommal szerepelt a magyar B-válogatottban.

## Sikerei, díjai
- Magyar bajnokság
  - 5.: 1959–60
- Magyar Népköztársasági Kupa (MNK)
  - döntős: 1965